# Jeff Overton
Jeffrey Laurence Overton (Evansville, Indiana, 28 mei 1983) is een Amerikaans professioneel golfer.
Overton studeerde aan de Indiana University waar hij in 2005 een graad behaalde in Sports Marketing & Management.

## Amateur

### Gewonnen
- 2003: Indiana Amateur
- 2004: Indiana Amateur
- 2005: Big Ten Conference Champion

### Teams
- Palmer Cup: 2005 (winnaars)
- Walker Cup: 2005 (winnaars)

## Professional
Overton werd in 2005 professional. Bij zijn eerste poging op de Tourschool haalde hij zijn kaart voor de Amerikaanse PGA Tour waar hij sinds 2006 speelt.
In 2006 sloeg hij een albatros op de laatste hole van de Westchester Country Club tijdens de Barclays Classic.
Zijn resultaten hebben een stijgende lijn. Zijn eerste jaar was redelijk, waardoor hij in een lage categorie in 2007 kwam en zijn agenda aanvulde met zeven toernooien op de Nationwide Tour. In 2008 speelde hij 32 toernooien op de grote tour. In 2009 eindigde hij op de 76ste plaats van de ranglijst, en in 2010 heeft hij vijf top-5-plaatsen behaald en een 11de plaats op het Brits Open. Hierdoor kwam hij in de top 50 van de Official World Golf Ranking en op de 6de plaats van de rangorde van de PGA Tour en kreeg hij een plaats in het Ryder Cup-team. Hij is de eerste Amerikaan die in het team komt zonder ooit op de Tour gewonnen te hebben. Hij heeft in 2010 al ruim $ 3.000.000 verdiend.

## Gewonnen
- nog geen overwinning

## Teams
- Ryder Cup: 2010